# Croton klotzschianus
Croton klotzschianus là một loài thực vật có hoa trong họ Đại kích. Loài này được Thwaites mô tả khoa học đầu tiên năm 1861.